# Dějiny Severní Koreje
Dějiny Severní Koreje formálně začínají v roce 1948. Po konci japonské okupace, která skončila souběžně s druhou světovou válkou, byla Korea rozdělena zhruba podle 38. rovnoběžky na Severní (pod vedením SSSR) a Jižní (USA). I přes celosvětovou snahu se tyto velmoci nedohodly na společném vedení, a vytvořily tak (podobně jako ve Vietnamu či Německu) dvě oddělené vlády. Každá z těchto vlád si nárokovala legitimní vládu nad celým korejským poloostrovem.

## Založení
Severní Korea (celým jménem Korejská lidově demokratická republika) byla vyhlášena 9. září 1948 pod dohledem okupujících sovětských jednotek. V této době zde usilovalo o moc spoustu různých, levicových stran. Nejvýznamnější však byla zřejmě původní Korejská komunistická strana, v jejímž čele stáli Korejci, kteří žili v SSSR, či Čínské lidové republice, a měli tak již spoustu zkušeností s praktikami komunistického režimu.
V únoru 1948 se vůdčí komunista v exilu, Kim Ir-sen, stal hlavou severokorejské lidové prozatímní vlády, která měla formálně stabilizovat stát. Kimův vzestup k moci lze přičíst jeho schopnosti zaujmout běžné venkovské obyvatelstvo. Při dalších, tentokrát už oficiálních volbách, se stal premiérem a zemi vládl. Tento post zastával až do roku 1972, kdy se stal prezidentem. Vládnoucí stranou se v této době stala Korejská dělnická strana, jejímž předsedou byl právě Kim Ir-sen.

## Raná léta KLDR
Kimova vláda začala rychle zavádět sovětský model politického systému, v čele s KDS (Korejská dělnická strana), včetně ekonomiky řízené státem. Většinu produktivity země tvořily japonské a jihokorejské firmy, které byly označeny za kolaborantské. Znárodnění probíhalo od roku 1946, kdy pod stát spadalo již 70 % veškerého kapitálu. O tři roky později to bylo již 90%. Od té doby byly prakticky všechny továrny a kapitál ovládány státem.
V zemědělství se naopak tolik nepokročilo. Zemědělská reforma v roce 1946 přerozdělila veliké množství zemědělské půdy bezzemným Rolníkům. V roce 1954 však přišla částečná kolektivizace i do tohoto odvětví a 40 % z výnosu muselo být odevzdáváno. Roku 1958 už všichni rolníci přešli pod centrálně spravované celky.
Jako všechny poválečné komunistické státy se i Severní Korea pustila do masivního těžkého průmyslu, státní infrastruktury a vojenského průmyslu, zanedbávajíc produkci spotřebního zboží. Zemědělcům byly placené pouze nízké ceny stanovené státem a všechny přebytky šly do těžkého průmyslu. Stát začal plánovat pomocí systému tříletek a 47% průmyslový podíl na ekonomice státu vzrostl do roku 1959 na 70% navzdory Korejské válce. Země měla obrovský nárůst v produkci elektřiny, oceli a strojírenského průmyslu, díky němuž stoupala efektivita v zemědělství.
V roce 1958 byla ekonomika země z velké části zcela nezávislá na cizí pomoci a překonala dokonce své rivaly v Jižní Koreji. Díky tomu relativně stoupal, přinejmenším ve městech, životní standard. Také lékařská pomoc byla už na lepší úrovni než před 2. sv. válkou. Přesto byl všude kritický nedostatek spotřebního zboží a populace žila pod tlakem stálého zvyšování produktivity.

## Korejská válka
Upevnění moci I Sung-mana na jihu s pomocí americké armády a potlačení říjnového povstání v roce 1948 ukončilo naděje, že by se země mohla ubírat stejnou revoluční cestou jako na severu. Kim proto hledal od roku 1949 podporu u Číny a SSSR za účelem sjednotit zemi silou. Stažením většiny amerických jednotek v červnu 1949 zůstala země prakticky nebráněna. Jedinou složkou armády byli nyní pouze vojáci se základní vojenskou službou. Naproti tomu Severní Korea měla veterány z 2. světové války, partyzány z protijaponského odboje a byla podporovaná sovětskou armádou.
Zpočátku Stalin odmítal Kimovy požadavky, ale později v roce 1949, kdy v Číně zvítězili komunisté a SSSR vyrobil první atomovou bombu, přehodnotil Kimovu nabídku. V lednu 1950 schválil Stalin myšlenku ovládnutí Jižní Koreje. Sověti poskytli omezenou pomoc ve formě rádců, kteří pomohli celou operaci naplánovat, a také asi 400 instruktorů, kteří trénovali některé elitní Korejské jednotky. Stalin se však nechtěl pouštět do přímé konfrontace s USA přes Koreu a neposkytl tak žádné jednotky ani v případě nutnosti. Vše mělo být zinscenované jakožto občanská válka mezi dvěma konkurenčními režimy [zdroj?].
Zhruba celý rok před útokem docházelo k malým potyčkám na území podél 38. rovnoběžky, který rozděluje obě země. 25. června 1950 severní jednotky vystupňovaly tlak a začaly přecházet toto pomyslné území ve velkém počtu. V kombinaci s překvapením, lepší armádou a naprostou neschopností jihokorejské armády byl rychle dobyt Soul, I Sung-man a jeho vláda byli nuceni prchnout daleko na jih. Přesto Severní Korea nebyla schopna ovládnout celý poloostrov, neboť do války vstoupily jednotky OSN a USA. V říjnu už byly všechny severní jednotky vytlačeny ze Soulu a spojenci dokonce obsadili Pchjongjang. V listopadu však přišel další zvrat – účast vojsk Čínské lidové republiky. Do konce prosince bylo hlavní město severu opět v komunistických rukou a v lednu 1951 komunisté na pár dnů dokonce obsadili Soul. Válka se tak na 2 roky dostala do slepé uličky a armády se přetahovaly o každý kilometr. Fronta se stabilizovala v roce 1953 na území, které se později stalo mírovou zónou. Po dlouhých jednáních se obě strany dohodly na tomto demilitarizovaném území (zónou) (KDZ) a byl vyhlášen klid zbraní (příměří). Zajímavostí je, že oficiální mírová smlouva nebyla nikdy podepsána a Severní a Jižní Korea se technicky nachází ve válečném stavu od roku 1950 až do současné doby.
Po válce upevnil Kim pomocí oddané armády, která ho respektovala, svou moc. Jeho hlavní protivník Pak Hon-jong byl obviněn z pomoci Jižní Koreji v průběhu války a v roce 1955 zřejmě popraven. Spousta levicových přeběhlíků z Jižní Koreje v průběhu války byla obviněna ze špionáže či jiných zločinů, a uvězněna, deportována do pracovních vesnic nebo zabita. Potenciální rivalové z jiných stran, jako například Kim T-bong byli také popraveni.

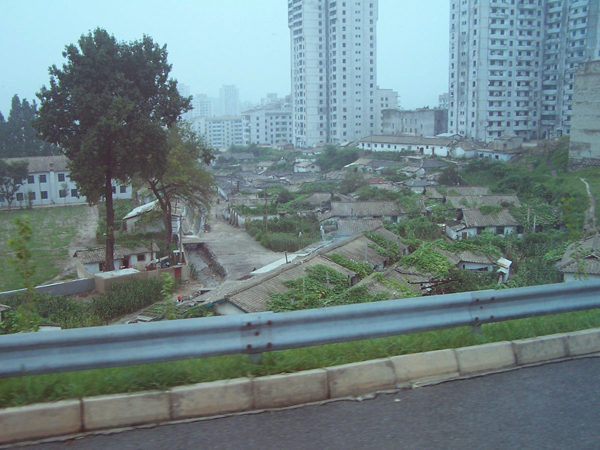
Sídliště v Kaesongu

## Poválečné upevnění systému
Tříletka 1954–1956 měla za úkol napravit masivní poničení země a navrátit průmyslovou produkci na předválečnou úroveň. Poté následovala pětiletka 1957–1961 a sedmiletka 1961–1967. Tyto dva plány měly dále zvyšovat produkci a rozvoj infrastruktury. V 60. letech byla Severní Korea na druhém místě v zprůmyslnění ve Východní Asii za Japonskem. Zatímco se pomalu začaly objevovat nevýhody, tedy například totální nedostatek spotřebního zboží, spousta zemí třetího světa považovala tento systém jako alternativu kapitalistického systému. Přes to všechno však severokorejská ekonomika zvládala v 60. letech poskytovat lidem bezplatnou lékařskou péči, vysokoškolské vzdělání, přístup k dostatku jídla, a v porovnání se sousedními zeměmi, jakými byla ČLR a Jižní Korea i relativně slušné bydlení.
Kim Ir-sen se prohlásil za „Ču-Čcheho“ (tedy neomezený vládce – hlavní postava tehdejší Kimovy doktríny). Začal propagovat heslo samostatnosti a izolovanosti země. Tato ideologie se stala oficiální a nahradila marxismus-leninismus. Úkolem Ču-čche bylo vytvořit Severní Koreu dostatečně silnou k obraně proti cizím invazím a zásahům kapitalismu. Nemělo však v úmyslu vytvořit separovanou Koreu od okolního světa. Kim Ir-sen si přál, aby jeho lidé tvořili všechny složky národního hospodářství, a to tak v žádném ohledu nebylo závislé na jiných zemích.

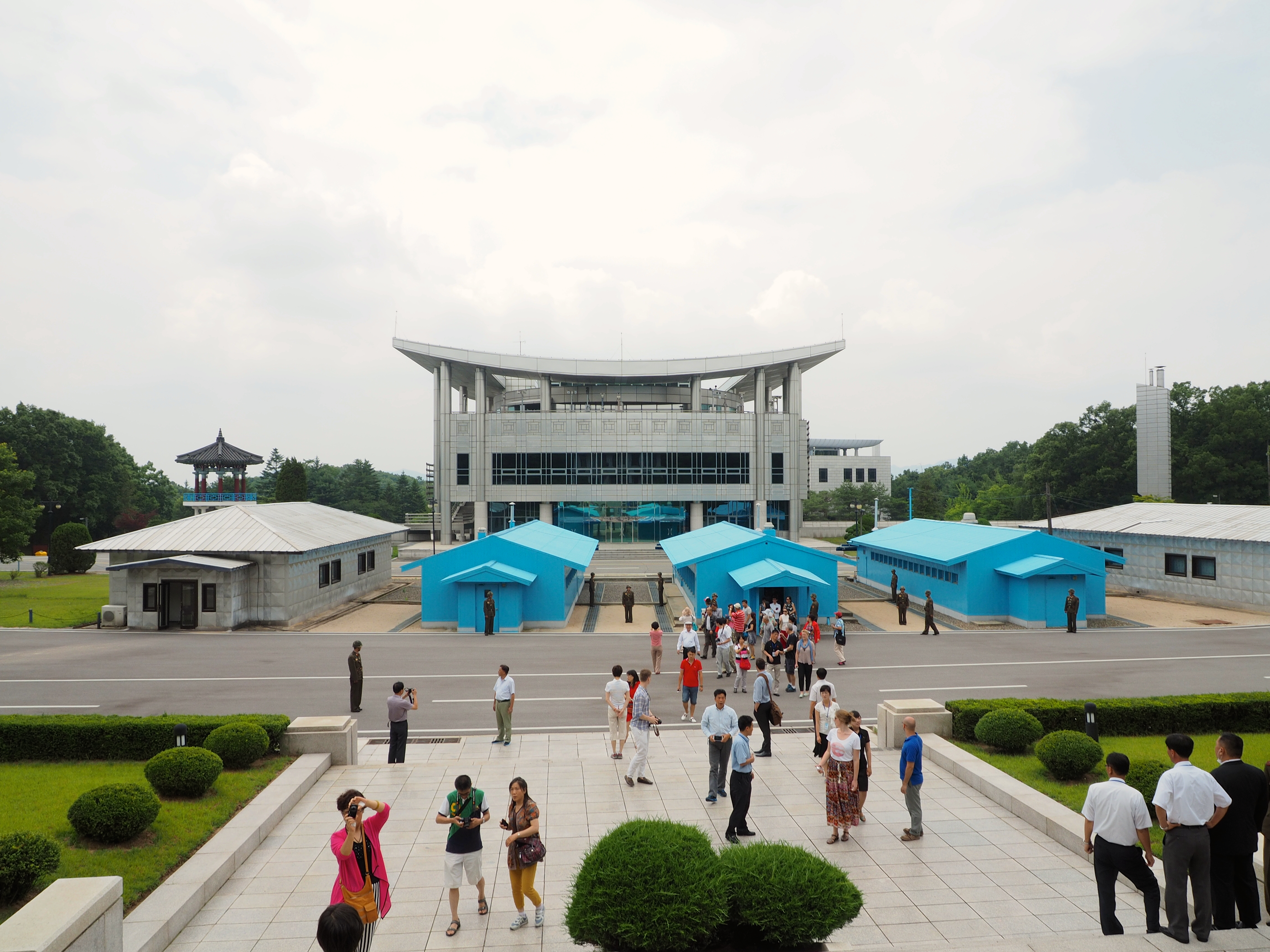
Zde prochází hranice mezi severokorejským a jihokorejským státem. Jedná se o tzv. demilitarizovanou zónu, vedenou zhruba v oblasti 38. rovnoběžky

Situace se však začala komplikovat a to zejména díky rusko-čínskému konfliktu, který začal v roce 1960. Vztahy mezi Severní Koreou a Sovětským svazem se zhoršily, když sovětská strana nařkla Kim Ir-sena z podpory čínské strany. Následkem bylo snížení hospodářské pomoci ze strany právě Sovětského svazu.

## Ekonomický pokles
Kvůli sérii politických rozhodnutí, vztahujících se k výdajům armády a těžebního průmyslu a vysokým cenám ropy ze 70. let začala ekonomika Severní Koreje upadat. Začaly se také množit zahraniční dluhy. K tomu všemu politika „Jistota jen v nás“ (ču-čche) a odpor k USA i západu jen utužovala uzavřenost severokorejského režimu.
Ropný šok v roce 1973 těžce zamával všemi zeměmi světa a Severní Korea se bez jakýchkoli zdrojů této kapaliny jen těžko stavěla na nohy. Země navíc neměla žádné vývozní zboží a byla tak odkázána jen na sebe. Kim Ir-sen a jeho ču-čche, zapříčinilo obrovské zadlužení země; země si celosvětově půjčovala ohromné částky, určené na investice do těžebního průmyslu, těžkého průmyslu a do armády. Tato militarizace měla především vést k větší nezávislosti na Číně a SSSR. Severokorejští představitelé věřili, že půjčené peníze pokryjí těžební průmysl, kde investovali polovinu půjčených peněz. Bohužel zrovna v době, kdy vynaložili ohromné částky na těžící stroje, se ceny minerálů hluboko propadly. Severní Korea se tak dostala do velkých dluhů, není schopná je splácet a navíc zajišťovat poměrně vysoký životní standard svým obyvatelům.
K tomu všemu, centrálně plánovaná ekonomika, zaměřující se na těžký průmysl, dosáhla svého potenciálního limitu. Kvůli malým finančním příspěvkům technologie zastaraly. Hospodářsky se severní část poloostrova propadla pod celosvětový průměr.
Kim Ir-sen, uvězněn v ideologii, která byla kdysi účinná, nebyl schopen reagovat na vzestup Jižní Koreje, což podkopalo legitimitu jeho režimu. Nedokázal utvořit tržní ekonomiku, jako se povedlo například v Číně Teng Siao-pchingovi. V 80. letech byla KLDR postavena před volbu – buď splatí půjčky, nebo bude nadále garantovat lidem už tak slabou sociální pomoc. Kim odmítl, což dostalo zemi do totálního embarga. Kvůli sociálním dávkám bylo navíc omezeno i to minimální, co země dokázala vyrobit.

## Vláda Kim Čong-ila

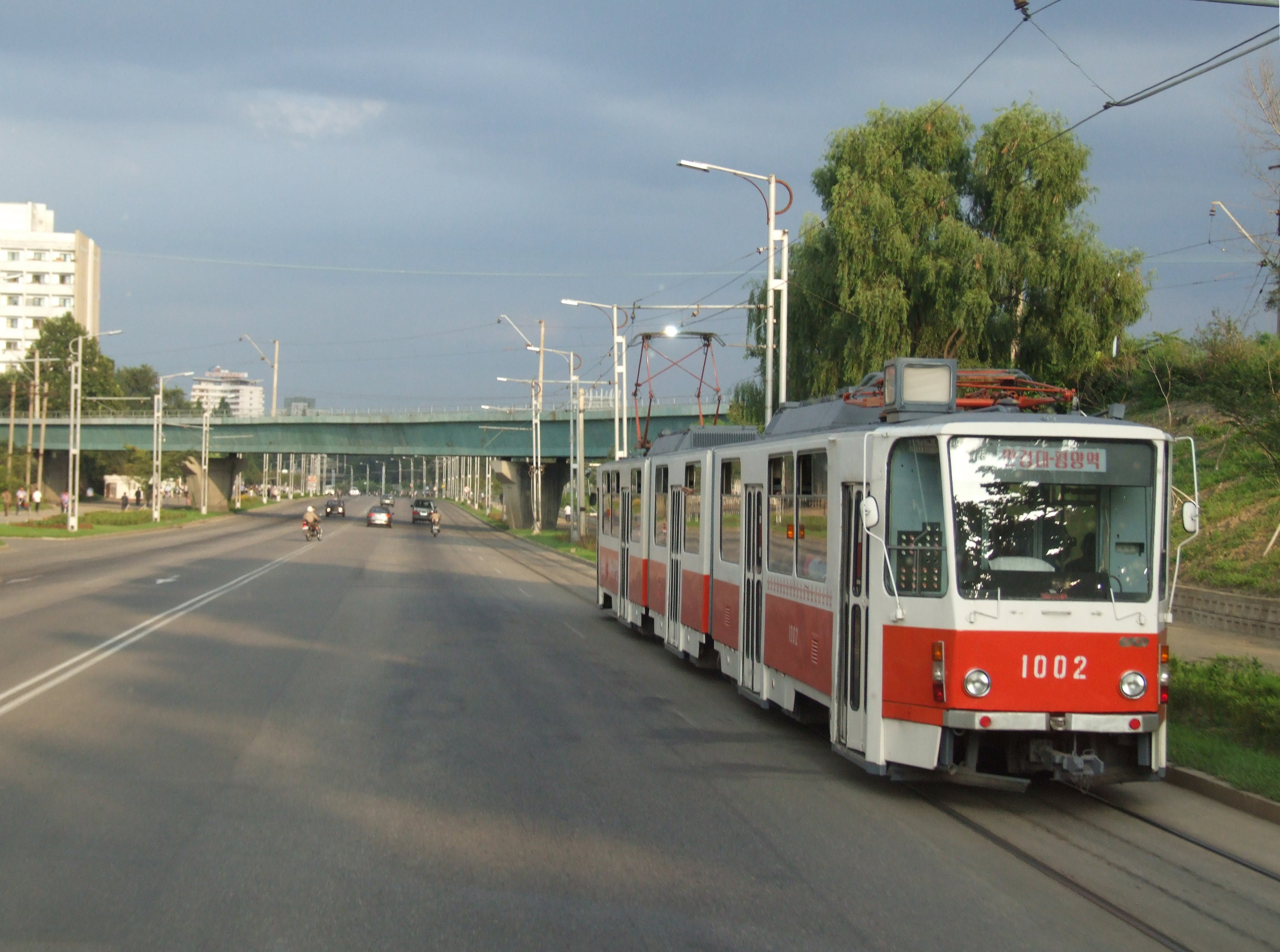
V rámci RVHP bylo do Severní Koreje vyváženo mnohé zboží i z tehdejšího Československa

Kim Ir-sen zemřel 8. července 1994 a jeho syn Kim Čong-il ho následoval ve vedení Korejské dělnické strany. Prezidentské křeslo zůstalo prázdné, ale Čong-il jakožto velitel národní obrany zemi de facto vládl. O jeho následnictví bylo rozhodnuto již na počátku 80. let 20. století.
Během první dekády pod vládou Kim Čong-ila pokračovala ekonomická stagnace. Mezi lety 1996–1999 zemi postihl hladomor, při kterém zemřelo 600–900 000 lidí. Neefektivita stalinistického stylu kolektivizace byla, spolu s totálním nedostatkem jakýchkoliv zemědělských nástrojů, jeho hlavní příčinou. Severní Korea přispívá enormním podílem svého již tak nízkého HDP na armádu a výrobu atomové zbraně; drží všechny schopné muže ve věku 18–30 let ve vojenské službě. Základní infrastruktura státu se však bez potřebných investic rozpadá.
Výsledkem toho je, že Severní Korea dnes bez mezinárodní pomoci nedokáže pokrýt ani polovinu potřeb jídla v zemi. Podle Amnesty International více než 13 milionů lidí v KLDR trpělo v roce 2003 podvýživou. V roce 2001 dostala KLDR humanitární pomoc v hodnotě 300 milionů USD z USA, Jižní Koreje a Evropské unie. Nespecifikované množství pomoci přichází v podobě ropy, jídla a uhlí také každým rokem z Číny. Navzdory tomu vláda Severní Koreje pořád pokračuje se svým odporem vůči Spojeným státům, Jižní Koreji a Japonsku. Špatná úroda se každým rokem stává už pravidlem, obyvatelstvo trpí pořád hladem; kvete černý trh a lidé se z bezpečnostních důvodů zásobují potravinami dlouho dopředu. Proto se od roku 1997 pokouší obyvatelstvo ve velkých skupinách ilegálně utíkat do Číny nebo Jižní Koreje.
V červnu 2002 byly ohlášeny další reformy. Měna byla devalvována a některé ceny, například potravin, byly ponechány prodejcům s tím, že dojde k povzbuzení zemědělské produkce. Bylo ohlášeno, že příděly jídla, stejně jako bydlení, budou postupně rušeny. Poprvé od roku 1954 je možnost získat půdu pro potřebu své rodiny. Vláda také zavedla „speciální administrativní zónu“ v městě Sinuidžu, blízko hranic s Čínou. Tomuto městu byla dána poměrná autonomie, zejména ve finanční sféře. Byl to pokus jak napodobit úspěšné volné zóny známé z Číny. Zájem zvenčí byl však, kvůli nulové poptávce, minimální.

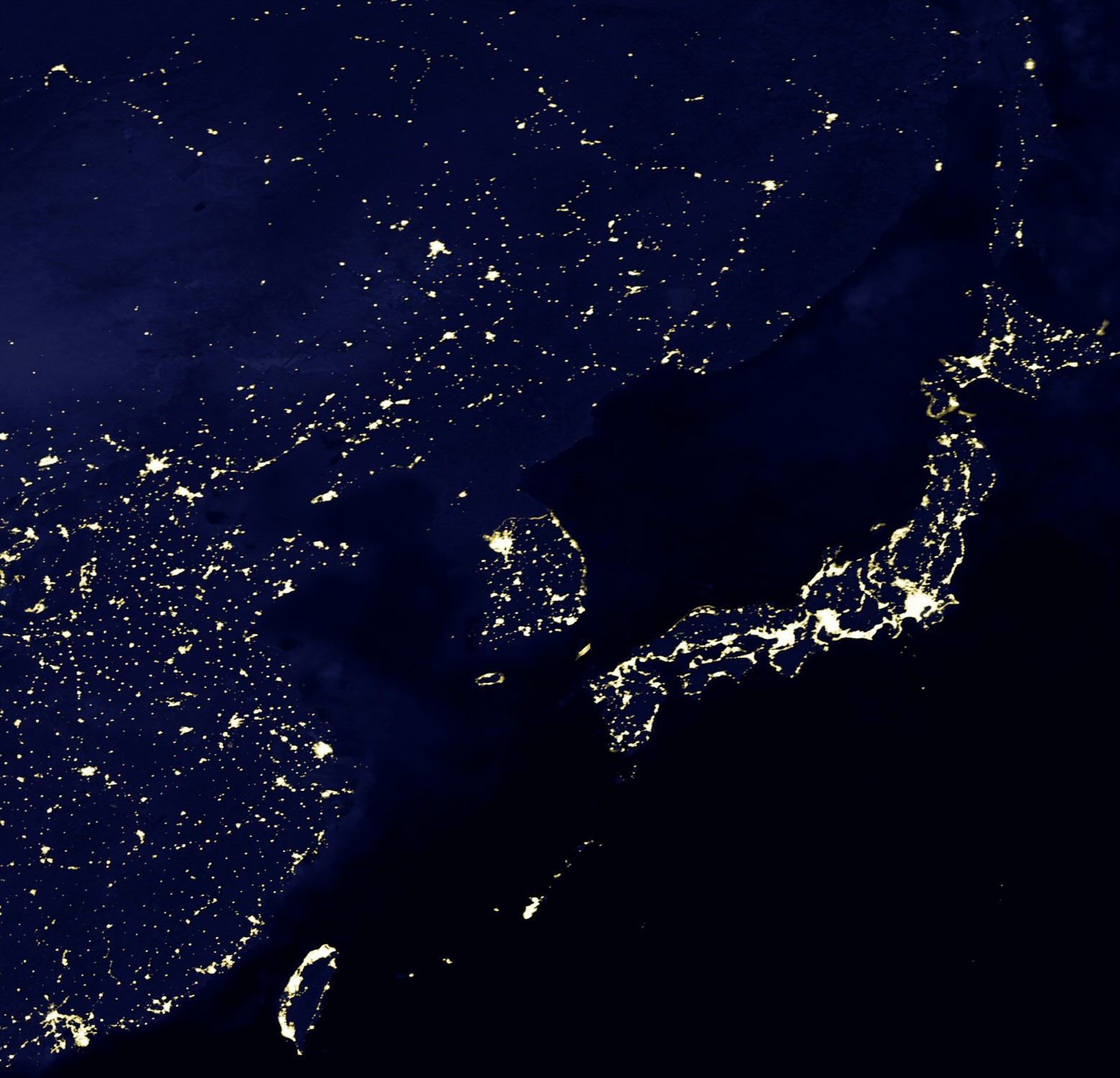
Ekonomika Severní Koreje se v 80. a 90. letech velmi propadla a v zemi nastaly krize i hladomor. Též poklesla i výroba elektrické energie

Prezident Jižní Koreje Kim Te-džung se aktivně snažil zmenšit napětí mezi oběma státy, což však mělo málo okamžitých výsledků. Od dob zvolení George W. Bushe jako prezidenta USA, čelila Severní Korea obnovenému tlaku ohledně jejich atomového programu, což mělo za následek ještě méně pomoci.
V roce 2002 byl trošičku uvolněn trh – vznikla průmyslová zóna Kesong, která spolupracuje s Jižní Koreou. Také byly ve spojení s Čínou vypracovány plány pro otevření trhu, avšak za udržení zdejšího režimu.
Severní Korea prohlásila 10. února 2005, že vlastní atomové zbraně. Bylo dlouho probíráno zda může být toto tvrzení pravdivé. Rusové odmítli tvrzení s tím, že není možné aby KLDR měla technologii potřebnou k výrobě atomové zbraně. 9. října 2006 zástupci KLDR prohlásili, že se podařil podzemní výbuch jaderné hlavice. Doposud klesající napětí opět narostlo. Čin byl celosvětově odsouzen. 14. října proběhlo v OSN hlasování o znovu uvalení sankcí na KLDR.
V prosinci 2011 zemřel Kim Čong-il na mrtvici. Byl severokorejskými emigranty obviňovaný ze soustavného porušování lidských a občanských práv. V totalitní zemi podle Amnesty International k roku 2011 existovaly rozsáhlé pracovní tábory, v nichž mělo být vězněno 200 000 lidí. Navzdory bídě země pracovala na velmi nákladném zbrojním programu, jehož cílem bylo zdokonalení zbraní hromadného ničení. Média přinesla zprávy o tom, že se vůdce obklopoval luxusem. Například měl ročně utrácet 800 000 amerických dolarů za oblíbený koňak, vlastnit 17 honosných domů či luxusní filmovou knihovnu s 20 000 tituly (běžným občanům KLDR je přitom sledování "západních filmů" zakázáno až pod trestem smrti").

## Následovnictví Kim Čong-una
Vedení země v roce 2011 za podpory svého strýce Čang Song-tcheka převzal Kim Čong-ilův nejmladší syn Kim Čong-un, jenž v letech 1993 až 1998 studoval na mezinárodní škole v Bernu, ve Švýcarsku pod falešným jménem Chol Pak – naučil se hovořit anglicky, francouzsky a německy a po ukončení zahraničních studií se vrátil zpět do Severní Koreje, kde studoval na vojenské akademii.
Severní Korea zůstává totalitní diktaturou. Nedostatek přístupu pro zahraniční média a tradiční tajnůstkářství znamená nedostatek informací o politickém světě, ale podle Amnesty International byly zaznamenány případy, kdy lidé byli zavíráni, mučeni či popravováni, zejména v důsledku své víry. Mučení a špatné zacházení je ve věznicích či pracovních táborech na denním pořádku. Vyšetřovací komise OSN pro Severní Koreu porušování lidských práv v KLDR přirovnala ke zvěrstvům z éry nacismu a doporučila, aby před soudem stanul i Kim Čong-un.
V prosinci 2013 nechal Kim Čang Song-tcheka v rámci rozsáhlé čistky popravit, pravděpodobně kvůli upevnění vlastní moci. Krátce po Čangově popravě byla popravena podle jihokorejské agentury Jonhap popravena také celá jeho širší rodina. Popraveni byli jeho sestra a její manžel zastávající post velvyslance na Kubě, jejich syn, velvyslanec v Malajsii a všechny děti a vnoučata Čangových bratrů. Čistky pokračovaly i v roce 2014, např. jeho bývalý náměstek byl podle jihokorejských zdrojů upálen zaživa plamenometem.
V červnu 2023 stanice BBC uvedla, že v zemi panuje nejhorší hladomor od velkého hladomoru v 90. letech.